# فيكتور لويس لوسيان دوربال
كان فيكتور (لويس لوسيان) دوربال (15 نوفمبر 1858، في سارجومين - 29 يناير 1943، في باريس) ضابطًا فرنسيًا خلال الحرب العالمية الأولى. دخل المدرسة الخاصة العسكرية في سان سير في 15 نوفمبر 1876 وتركها في عام 1878.

## الرتب
- ملازم ثاني (15 أكتوبر 1879)
- ملازم (11 يونيو 1882)
- قائد (10 ديسمبر 1887)
- قائد سرب الطائرات (25 مايو 1897)
- ملازم عقيد (12 يوليو 1908)
- كولونيل (22 ديسمبر 1906)
- عميد جنرال (20 يونيو 1911)
- جنرال العام (30 أغسطس 1914)

## الجوائز

### الجوائز الفرنسية
- الصليب الأكبر من وسام جوقة الشرف (11/07/35) ؛ فارس (03/09/98) ، ضابط (11/07/12) ، قائد (2/11/14) ، ضابط كبير (10/01/21).
- كروا دي جويري 14-18
- ميدالية الحلفاء 1914-1918
- الميدالية التذكارية للحرب العظمى .

### الجوائز الأجنبية
- بلجيكا:
  - وسام التاج الكبير
  - 1914-1918 صليب الحرب
- المملكة المتحدة: وسام القديس ميخائيل والقديس جرجس